# Graeme Hogg
Graeme James Hogg (Aberdeen, 17 giugno 1964) è un ex calciatore scozzese, di ruolo difensore.

## Palmarès

### Club

#### Competizioni nazionali
- Coppa d'Inghilterra: 2

Manchester Utd: 1982-1983, 1984-1985
- Charity Shield: 1

Manchester Utd: 1983

#### Competizioni internazionali
- Coppa Anglo-Italiana: 1

Notts County: 1994-1995